# Justin Lazard
Justin Lazard (* 30. November 1967 in New York, NY, USA) ist ein US-amerikanischer Schauspieler, Drehbuchautor, Filmproduzent und Sohn von Auslandskorrespondent Sidney Lazard und Fotografin Julie Thayer.

## Leben
Seine Kindheit verbrachte Justin vorwiegend in New York und Connecticut, ehe die Familie 1974 nach Paris zog, wo Sidney Lazard als Nachrichtenkorrespondent für den US-amerikanischen Fernsehgiganten ABC arbeitete. Nach der Scheidung der Eltern verbrachte er den größten Teil seiner Jugendzeit in Internaten, ehe er sich für die Schauspielerei und das Studium an der New Yorker Universität entschied. 
Er verdiente seinen Lebensunterhalt anfangs mit Werbespots, später als Fotomodell für Calvin Klein bis ihm 1988 eine kleine Rolle in Brooklyn Kid (Spike of Bensonhurst) angeboten wurde. Es folgten viele Rollen in Serien, die aber wenig Beachtung fanden, bis er 1998 die Hauptrolle in Species II angeboten bekam.

## Filmografie (Auswahl)
- 1988: Miami Vice (in der Folge In der Schusslinie)
- 1989: Miami Vice (in der Folge Traumtrip)
- 1995: Central Park West
- 1998: Species II
- 1998: Dark Harbor – Der Fremde am Weg (Dark Harbor)
- 1999: Universal Soldier – Die Rückkehr (Universal Soldier: The Return)
- 2000: Emilys Vermächtnis (The Giving Tree)